# Варнов (Північно-Західний Мекленбург)
Варнов (нім. Warnow) — громада в Німеччині, розташована в землі Мекленбург-Передня Померанія. Входить до складу району Північно-Західний Мекленбург. Складова частина об'єднання громад Грефесмюлен-Ланд.
Площа — 15,99 км2. Населення становить 624 ос. (станом на 31 грудня 2020).

## Галерея

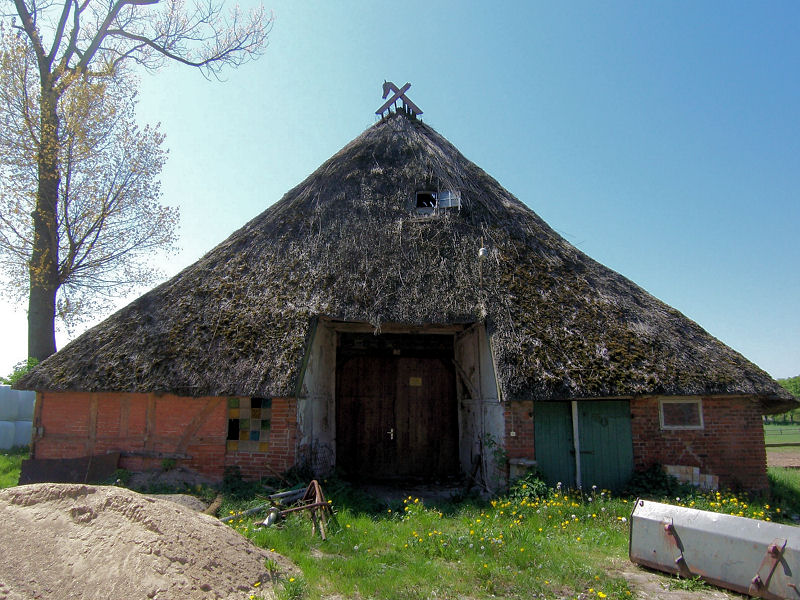